# 弁才船

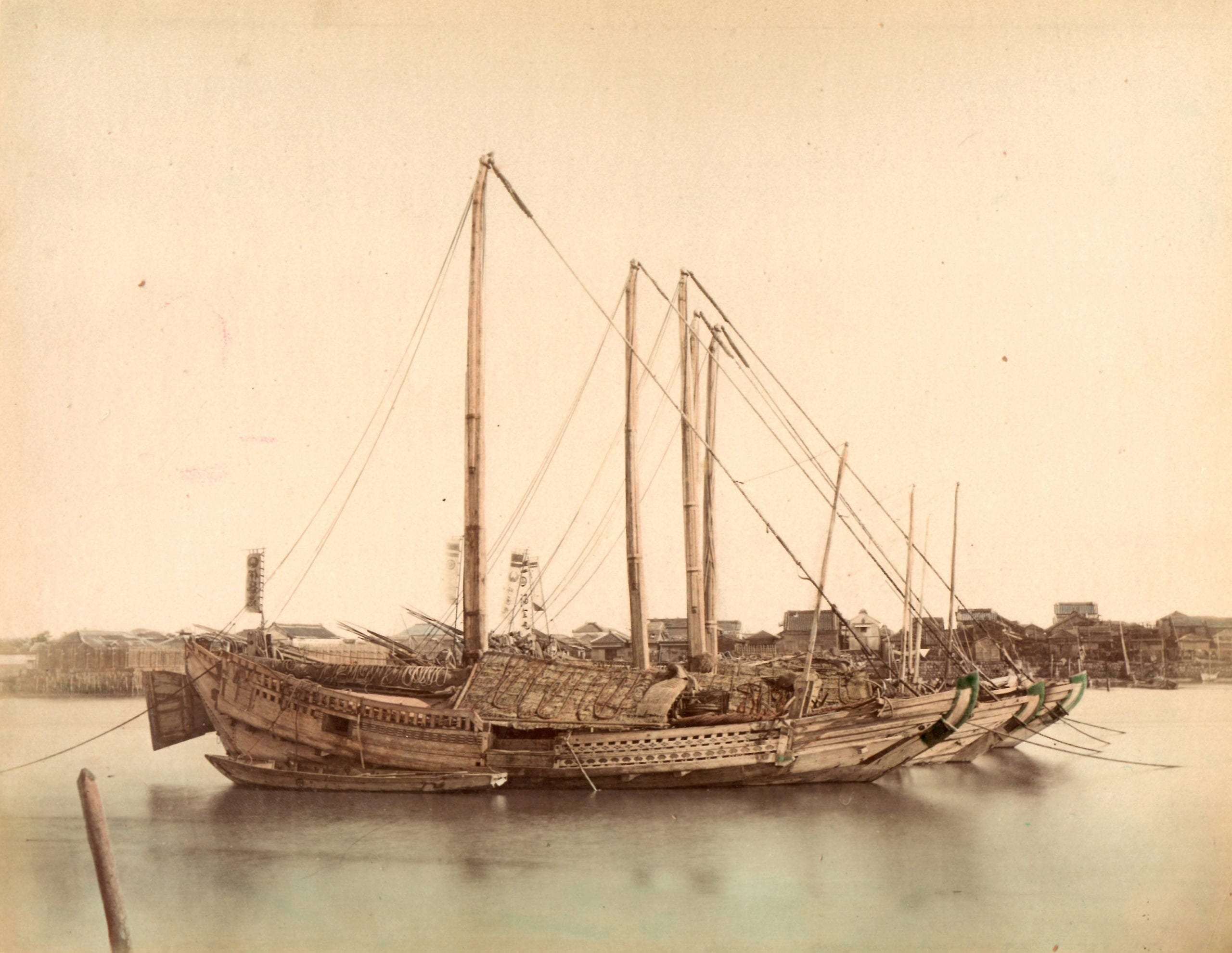
江戸時代末期、1860年代の弁才船

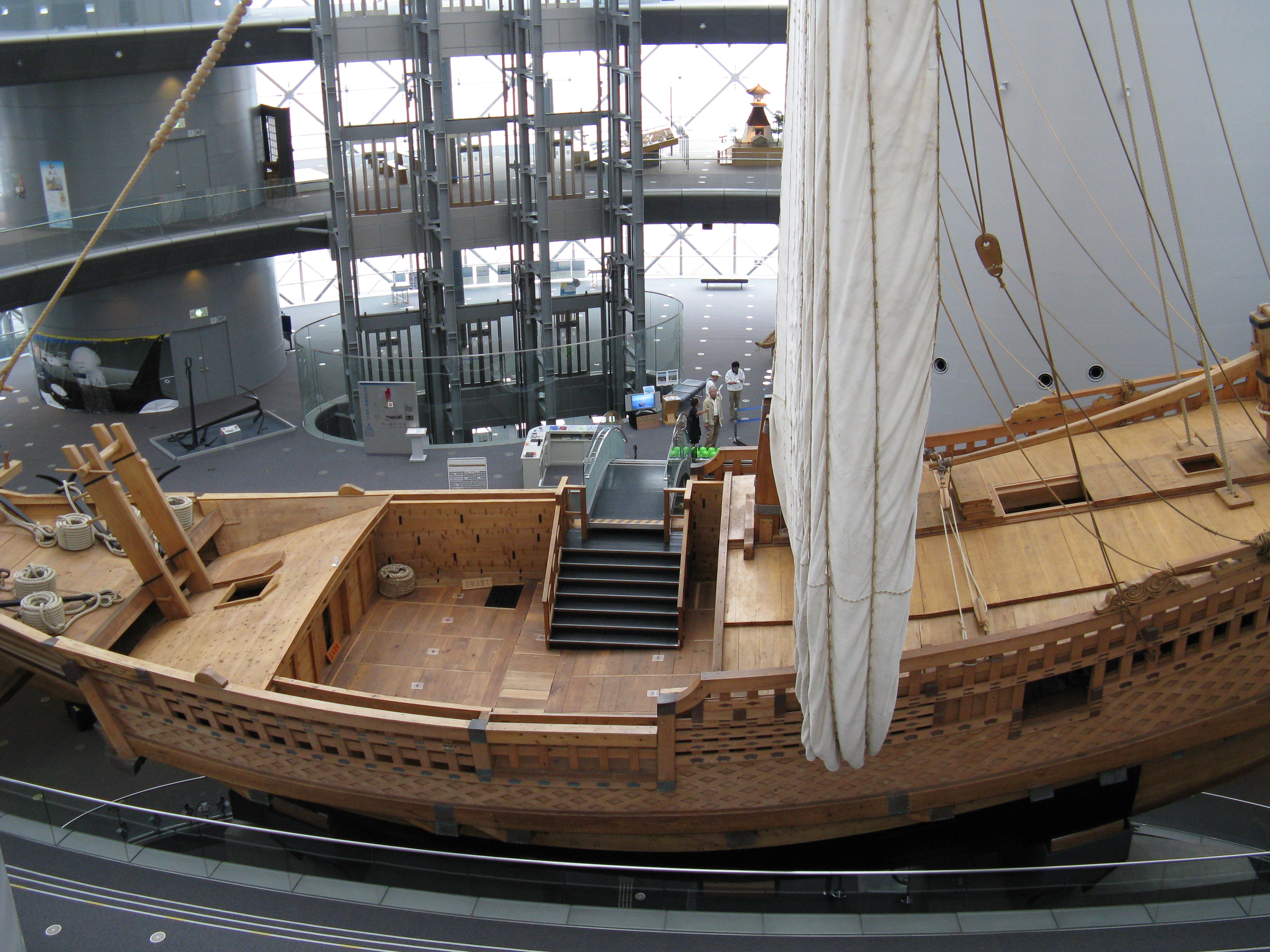
大阪市の「なにわの海の時空館」にある弁才船の復元模型「なにわ丸」

弁才船（べざいせん）は中世末期（安土桃山時代）から江戸時代・明治にかけて日本での国内海運に広く使われた大型木造帆船。弁財船（辨財船）、弁済船（辦濟船）とも記述された。

## 名称
弁才船の名の由来については、運漕の従事者の「弁済使」に由来するという柳田國男と和歌森太郎による説や、安定性が良いという船の特徴から「ベザイ」とは「平在」だとする江戸時代の説、「へさき」がある船を意味する「舳在船」（へざいせん）が転じたという説がある。ただし、もともと「ベザイ」と表記されていることから「弁済使」説は疑わしく、また「平在」説も実際の船の形態の変化と合致しない。
ベザイは瀬戸内海発祥の船型だが、漢字表記の「弁才船」は日本海方面で先に使用され始めている。
なお、弁才船の船乗りは「弁財衆」「弁財者」と呼ばれた。

## 由来
元々は瀬戸内海で使用された中小船舶だった。近世前期の弁才船の積石数は、110石から960石で、主力は250石前後。18世紀（元禄末期）より船型も逐次大型化し、350石積が主力となり1000石積を超える大型船も登場し、江戸時代後期には1000石積が主流となった。このころには弁才船が広く普及し他の船型を駆逐した結果、廻船といえば弁才船を指すようになった。「千石船」（せんごくぶね）は、船型に関わらず積石数（つみこくすう）を意味したが、千石積の弁才船が広く普及したため弁才船の俗称として千石船と呼ばれるようになった。
当初の弁才船のみに見られる特徴と言うものはあまり無く、伊勢船や二形船との船体構造とさほど変わらない。ただ、船首のみが関船と同じく太く、他の船首形状に比べて速力や凌波性に優れており、この点が他の船種を圧倒した要因と言える。
ちなみに北前船・菱垣廻船・樽廻船は弁才船であり（北前船は他の船と多少の違いはある）、五大力船などの小廻船も基本的には弁才船と同じ構造をしていた。

## 改良

### 江戸期の改良

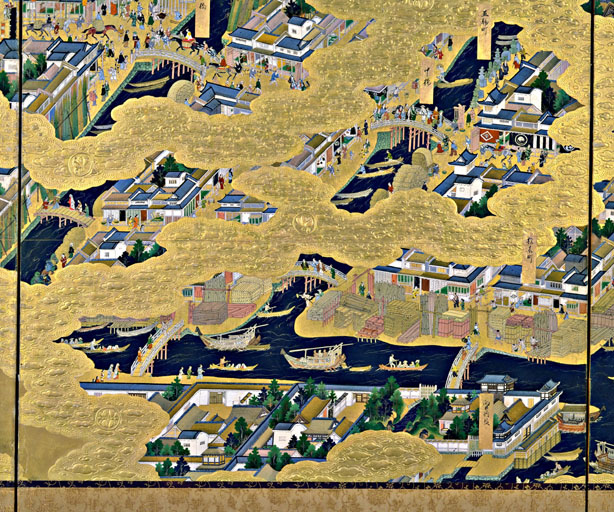
江戸初期の弁才船（『江戸図屏風』中央の大型二隻）。矢倉式の上廻り、水路内ではあるが櫓漕という初期の特徴を備えている。

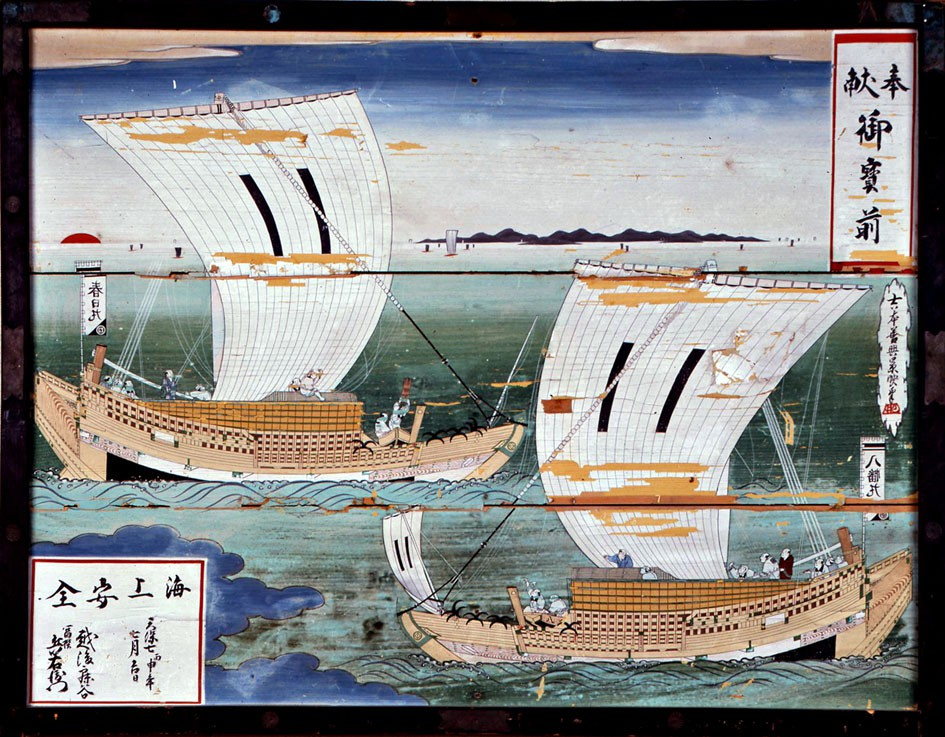
江戸後期（天保7年（1836年）に円覚寺に奉納された弁才船の船絵馬。

江戸幕府は1635年に500石以上の船を禁止して没収したが（大船建造の禁）、外洋船は対象外でジャンクとその改良船が用いられた。3年後には商船については上記の規定を例外として許可され、また鎖国政策の進展により外洋航行の必要は無く、元々の用途である内海・沿岸航海用に改良が行われた。
弁才船の隆盛は18世紀中ごろに行われた合理化を要因としている。それまでの廻船は帆走・櫓漕兼用という中世的な要素を色濃く引きずっていたが、17世紀に入って幕藩体制の安定化に伴う経済の爆発的な発展は、それまで有力大名と結び付いた特権豪商を衰退させ、海運にも価格競争を求めるようになった。
その為、廻船業者達は、航海技術の向上による航海の迅速化と、帆走専用化による水主の削減を目的とした改良を行った。その結果、18世紀中ごろ以降になると近世海運は大きく発展した。
船体構造
近世前期と比較して後期の弁才船は堪航性の向上を目的とした各種部材の厚み・太さの増加、舷側の高さを増すための部材（はぎつき）を追加している。更に竜骨に相当する航と接合する根棚が立ち上げ、更に根棚と接合する中棚が横に広がることで安定性の向上と積載量の増大を実現している。これにより、沖での航海が可能になった弁才船は従来の地乗り（沿岸航法）から沖乗り（ただし、磁石以外は勘と経験に頼った）への転換がなされた。
帆
江戸初期は経済性の問題から性能の良い木綿は軍船を除き、あまり用いられず筵帆が中心だった。しかしその後、木綿の国産化が進むと廻船にも木綿帆が用いられ、17世紀後半には弁才船でも標準化される。当初は薄い木綿布を二枚重ね、太い木綿糸で刺し子にした刺帆が用いられたが、1785年（天明5年）に工楽松右衛門が、太い木綿糸で織った丈夫で手間もかからない織帆を開発して、瞬く間に普及した。
帆装
下の帆桁の廃止や帆桁の可動範囲の拡大・帆のふくらみの調整と、船型の改良による安定性、舵の大型化による操舵性の向上により、横風帆走や逆風帆走を可能にした。
舵
操舵性の向上のため時代を下るにつれ大型化したが、浚渫を基本的に行わない当時の日本の港湾に合わせて舵を引き上げられるようになっていたため、荒天時には波浪により舵や船尾の破損が頻発した。
轆轤
轆轤の装備により帆の巻上や伝馬船・荷の積み下ろしの労力が軽減し、省力化に貢献した。

### 明治期の改良

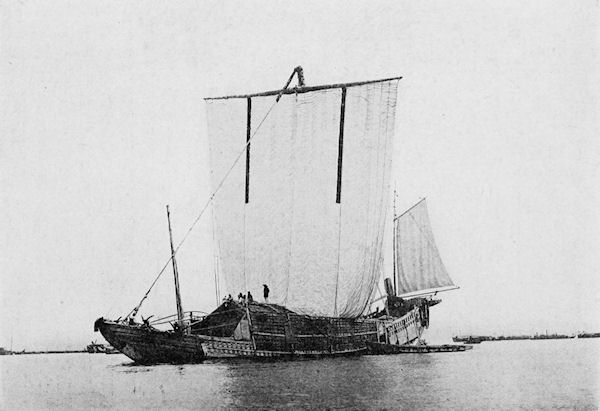
明治時代の弁才船。スパンカー（船尾の縦帆）が追加されている。また後述する蛇腹垣や常苫も確認できる。

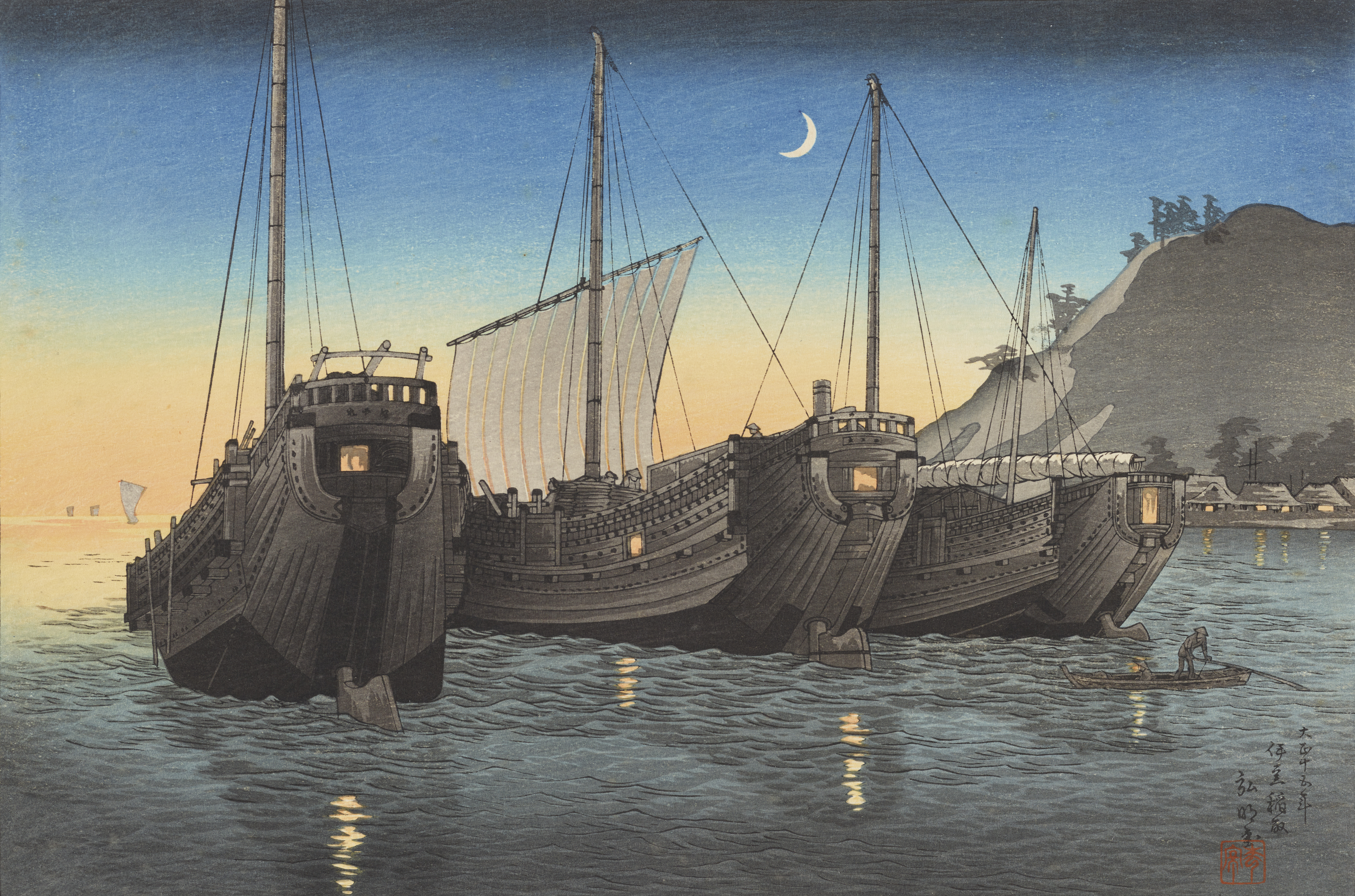
大正時代の弁才船を描いた浮世絵。舵が固定化されている。

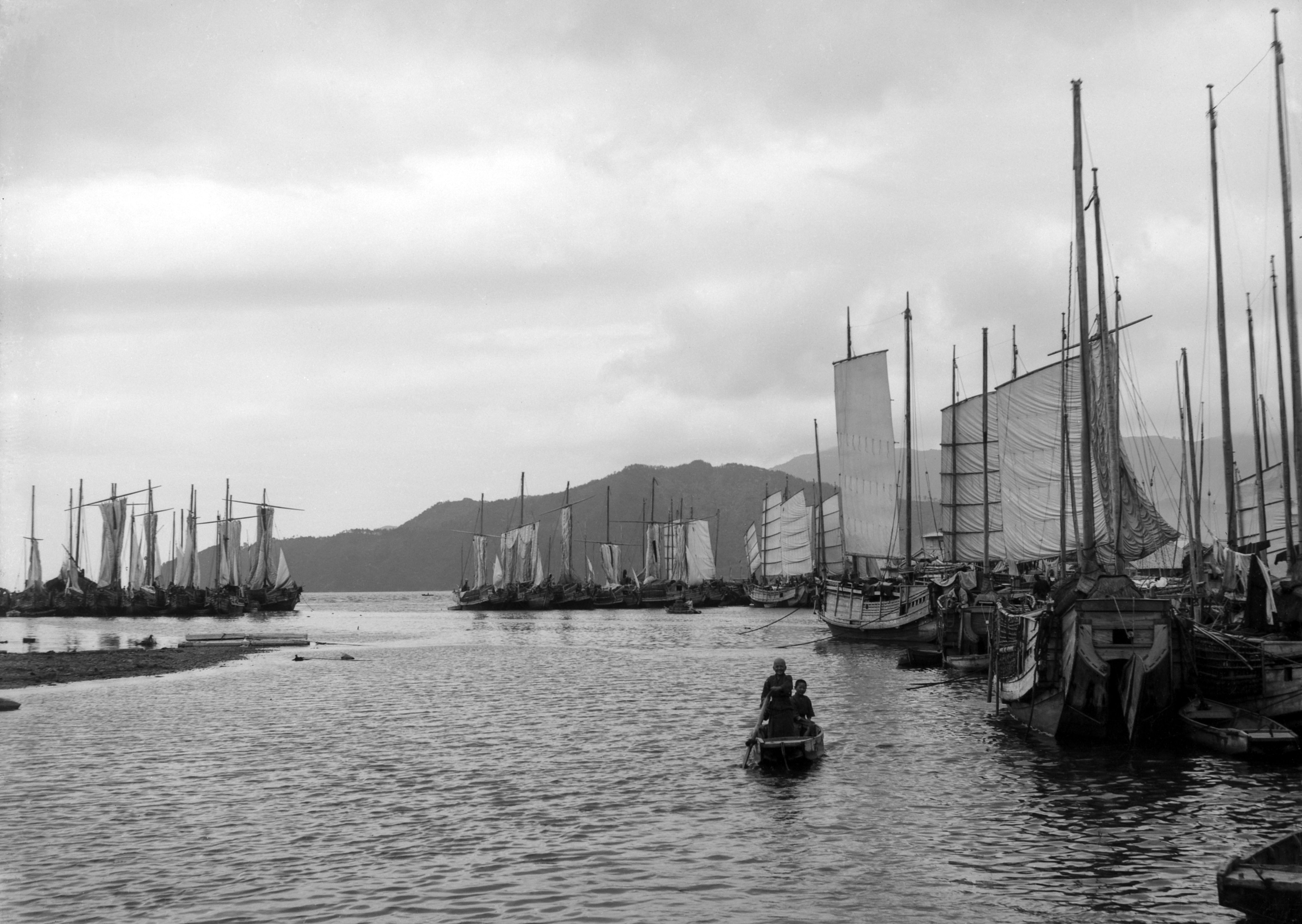
明治から大正時代の北前船、伸子帆や2本・3本マストを採用した船が複数確認できる。

明治時代、政府は西洋式帆船と日本式の帆船を区別するため、弁才船など従来の日本式帆船を大和型船と呼んだ。
明治期になっても弁才船はその優れた経済性と実用性、西洋船に対する法律の煩雑さや操帆の不慣れから、以後も内航輸送の主力として西洋船の特徴を導入しつつ、昭和初期に機帆船に置き換わるまで運用され続けた。
西洋船技術の導入例は肋材の導入、舵の洋式化、ジブ（船首の三角帆）・スパンカー（船尾の縦帆）の追加、帆のスクーナー式または伸子帆（木綿製ジャンク帆）への変更や、弁才船と西洋船双方の船体構造を融合させた船体にスクーナー式の帆装など多種多岐に及ぶ。

## 性能
大前提として弁才船は内航海運を目的とした船である。そのため、日本に来航した外国の外航船と比較すると、規模や堪航性で劣っている。
また甲板、竜骨、2本以上の帆桁、2枚以上の帆の使用を江戸幕府が禁じたという説は誤りである。竜骨は西洋船の角形竜骨とは異なる平底竜骨として一般的であり、帆桁・帆が一本・枚なのも水主の省力化を目的とした。また、状況によっては補助の帆（弥帆）を張ることもあった。甲板が無いのはなるべく多くの荷を積むため、この結果として弁才船が難破し易くなったのは事実である。
対策として似関船等の総矢倉の弁才船も建造されたが、甲板を張ると採算性が落ちるので一般化しなかった。替りに満載時は組み立て式の舷側の波除として蛇腹垣が、屋根として常苫が甲板の無い箇所に山積みされた荷の周辺に設置された。

### 千石船の規模
18世紀中期の1000石積の弁才船は全長29メートル、幅7.5メートル、15人乗りで24反帆、積載重量約150トンであった。大阪市の「なにわの海の時空館」にある千石積の実物大の復元模型は全長29.4メートル、船幅7.4メートル、深さ2.4メートル、帆柱の長さ約27メートル、帆の大きさは18mX20ｍである。

### 積載能力
弁才船は17世紀後期までは100石から500石積が主だったが、19世紀初期には菱垣廻船が1000石積、後期では樽廻船が1400石から1800石積を主力とした。また2000石・3000石積の大型船も建造された。弁才船を含む廻船の大きさは主要な積荷であった米の積載重量で示される。石は容積の単位だが、ここでは石数に相当する米の重量を示す。当時、米1石は40貫とされ米以外の荷物を積む際もそれぞれの重さを換算して、廻船に積み込んだ。当初は実際に荷を積んで積石数を決めていたが、近世になると「肩廻し算法」という主要寸法から積石分を求めるようになった。
そのため積石数から容積トンへの換算は不可能である。ただし1884年（明治17年）に船舶測度法が改正され、容積トンにならった舩倉容積が規定され、10立法尺＝1石と規定された。こちらの石は容積なので先の重量としての石とは異なる。
他に船の大きさを示す基準として帆の反数がある。和船用の木綿帆は一定の幅の布を1反とし、それを積石数に応じて横に並べた数で何反帆と呼んだ。この1反当たりの幅は当初は約3尺だったが、18世紀中期には約2尺5寸となる。これは弁才船が帆走専用になったために、それまでの帆走・櫓漕兼用のころに比べて帆布の消耗が激しくなり、幅を縮めて寿命を伸ばそうとしたためである。後により丈夫な織帆が普及したが、幅はそのままとなった。一例として1000石積の反数を挙げると、前期（3尺幅）は21反、後期（2尺5寸）は25反となる。

### 航行能力
江戸前期の廻船は順風帆走や沿岸航法しかできず、大坂から江戸までは平均で32.8日、最短でも10日も要した。しかし上記の弁才船の改良や航海技術の発展により、江戸後期の天保年間には同じ航路を平均で12日、最短では6日と大幅に短縮された。これにより年間の稼働率は向上し、年平均4往復から8回へと倍増し、上記の船型の拡大も併せて江戸の大量消費を支えた（逆に江戸末期になると供給過多なため、船型の制限が行われた）。
特に新綿番船や新酒番船に至ってはレースとしての側面から、前者は1859年（安政6年）に大坂・浦賀を50時間、平均7ノット、後者は西宮から江戸までを1790年（寛政2年）に58時間、平均6.5ノットの記録を出した。新酒番船は他にも3・4日という記録は珍しくなく、18世紀末では5日を切るのが普通とされた。この競争はクリッパーの様に廻船の運航技術向上に大きく貢献した。

### 経済性
和船は大板と梁によって構成され、曲材である助材や外板によって構成される西洋船に比べて高い経済性を有する。一例として1878年（明治11年）に同じ1000石積で業者が見積をした所、その船体価格は弁才船は2,900円、西洋船は4,600円と6割もの高値となった。なお1844年（天保15年）の船価（船体・道具込み）は1000石積で約1000両、500石積で約500両とし、菱垣廻船や松前渡航船は約2割増しとされていた。
耐用年数は標準で20年程度だが、状態が良いものには30年程度の現役を可能としたものもある。なお、11・12から15・16年目に大規模な補修工事（中作事）を行う必要があった。